# 1883 aux échecs
| Années des échecs : 1880 - 1881 - 1882 - 1883 - 1884 - 1885 - 1886    |
| Décennies des échecs : 1850 - 1860 - 1870 - 1880 - 1890 - 1900 - 1910 |

Cet article présente les faits marquants de l'année 1883 aux échecs.

## Tournois et opens

### 2etrimestre
- Le tournoi d'échecs de Londres 1883, organisé du 26 avril au 23 juin 1883, a été remporté par l'Allemand Johannes Zukertort avec trois points d'avance sur le deuxième, Wilhelm Steinitz, considéré comme le meilleur joueur de l'époque et qui venait de remporter le tournoi d'échecs de Vienne en 1882.

## Championnats nationaux
- Empire allemand : Szymon Winawer remporte le Congrès[1],[2].
- Canada : Jacob Ascher remporte le championnat[3].

## Divers
- Première utilisation d’une pendule d'échecs lors du tournoi de Londres[4]. Elle est créée par Thomas Wilson.
- Wilhelm Steinitz émigre aux États-Unis, et prend le prénom William.

## Naissances
- Frédéric Lazard
- Rudolf Spielmann

## Nécrologie
- 29 janvier : Karl Pitschel (en)
- 22 juillet : Josef Plachutta